# Montreuil-sur-Thonnance
Montreuil-sur-Thonnance ist eine französische Gemeinde mit 65 Einwohnern (Stand: 1. Januar 2022) im Département Haute-Marne in der Region Grand Est. Sie gehört zum Arrondissement Saint-Dizier und zum Kanton Poissons. 
Die Gemeinde liegt sechs Kilometer östlich von Joinville an der Fernstraße D 960 von Troyes nach Toul. Sie ist umgeben von den Nachbargemeinden Osne-le-Val im Nordwesten, Effincourt im Norden, Pansey im Osten, Aingoulaincourt im Südosten, Sailly im Süden, Poissons im Südwesten und Thonnance-lès-Joinville im Westen.

## Bevölkerungsentwicklung

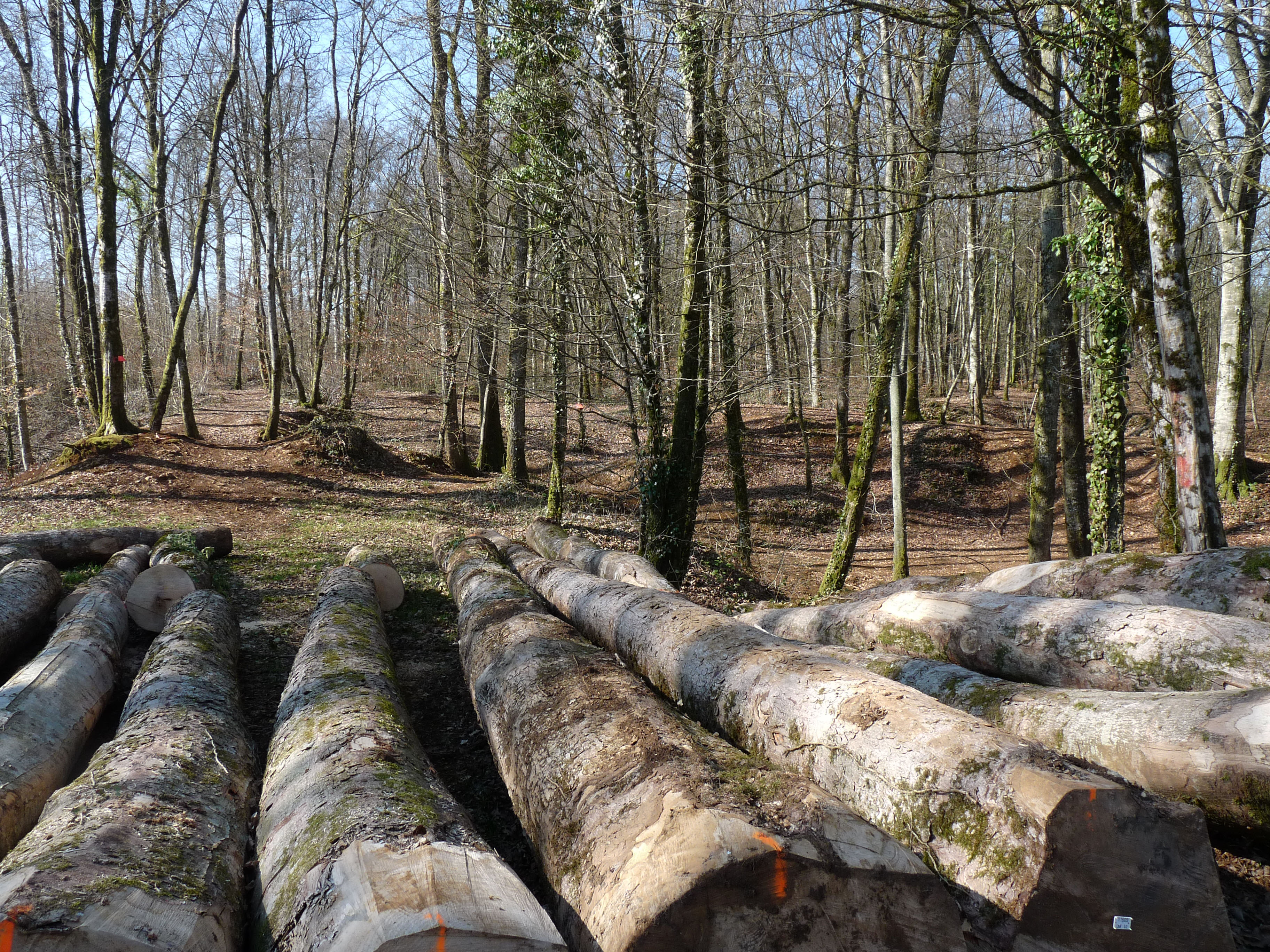
Gemeindewald von Montreuil-sur-Thonnance

| Jahr                       | 1962 | 1968 | 1975 | 1982 | 1990 | 1999 | 2008 | 2018 |
| -------------------------- | ---- | ---- | ---- | ---- | ---- | ---- | ---- | ---- |
| Einwohner                  | 121  | 104  | 87   | 90   | 97   | 82   | 68   | 60   |
| Quellen: Cassini und INSEE |      |      |      |      |      |      |      |      |